# Дрохувка
Дрохувка (пол. Drochówka) — село в Польщі, у гміні Нарушево Плонського повіту Мазовецького воєводства.
Населення — 147 осіб (2011).
У 1975-1998 роках село належало до Цехановського воєводства.

## Демографія
Демографічна структура станом на 31 березня 2011 року:
|          | Загалом | Допрацездатний вік | Працездатний вік | Постпрацездатний вік |
| -------- | ------- | ------------------ | ---------------- | -------------------- |
| Чоловіки | 73      | 21                 | 46               | 6                    |
| Жінки    | 74      | 19                 | 34               | 21                   |
| Разом    | 147     | 40                 | 80               | 27                   |